# Episodi di Pose (terza stagione)
La terza stagione ed ultima della serie televisiva Pose, composta da 8 episodi, è stata trasmessa negli Stati Uniti su FX dal 2 maggio al 6 giugno 2021.
In Italia la stagione è stata pubblicata su Netflix il 23 settembre 2021.
| nº | Titolo originale                   | Titolo italiano                        | Prima TV USA   | Pubblicazione Italia |
| -- | ---------------------------------- | -------------------------------------- | -------------- | -------------------- |
| 1  | On The Run                         | In fuga                                | 2 maggio 2021  | 23 settembre 2021    |
| 2  | Intervention                       | Intervento                             | 2 maggio 2021  | 23 settembre 2021    |
| 3  | The Trunk                          | Il baule                               | 9 maggio 2021  | 23 settembre 2021    |
| 4  | Take Me To Church                  | Portami in chiesa                      | 16 maggio 2021 | 23 settembre 2021    |
| 5  | Something Borrowed, Something Blue | Qualcosa di prestato, qualcosa di blu  | 23 maggio 2021 | 23 settembre 2021    |
| 6  | Something Old, Something New       | Qualcosa di vecchio, qualcosa di nuovo | 30 maggio 2021 | 23 settembre 2021    |
| 7  | Series Finale (Part I)             | Finale della serie                     | 6 giugno 2021  | 23 settembre 2021    |
| 8  | Series Finale (Part II)            | Finale della serie                     | 6 giugno 2021  | 23 settembre 2021    |

## In fuga
- Titolo originale: On The Run
- Diretto da: Janet Mock
- Scritto da: Steven Canals e Janet Mock

### Trama
- Guest star:
- Ascolti USA:

## Intervento
- Titolo originale: Intervention
- Diretto da: Steven Canals
- Scritto da: Steven Canals e Our Lady J

### Trama
- Guest star:
- Ascolti USA:

## Il baule
- Titolo originale: The Trunk
- Diretto da: Tina Mabry
- Scritto da: Janet Mock e Brad Falchuk

### Trama
- Guest star:
- Ascolti USA:

## Portami in chiesa
- Titolo originale: Take Me To Church
- Diretto da: Janet Mock
- Scritto da: Steven Canals, Janet Mock e Brad Falchuk

### Trama
- Guest star:
- Ascolti USA:

## Qualcosa di prestato, qualcosa di blu
- Titolo originale: Something Borrowed, Something Blue
- Diretto da: Steven Canals
- Scritto da: Brad Falchuk e Steven Canals

### Trama
- Guest star:
- Ascolti USA:

## Qualcosa di vecchio, qualcosa di nuovo
- Titolo originale: Something Old, Something New
- Diretto da: Janet Mock
- Scritto da: Janet Mock

### Trama
- Guest star:
- Ascolti USA:

## Finale della serie
- Titolo originale: Series Finale (Part I) e Series Finale (Part II)
- Diretto da: Steven Canals
- Scritto da: Ryan Murphy, Brad Falchuk, Steven Canals, Janet Mock e Our Lady J

### Trama
- Guest star:
- Ascolti USA: